# 色达黄耆
色达黄耆（学名：Astragalus sedaensis）是豆科黄芪属的植物，为中国的特有植物。分布在中国大陆的四川等地，生长于海拔4,300米的地区，一般生于高山草甸，目前尚未由人工引种栽培。